# Neogutierrezia bicolor
Neogutierrezia bicolor är en skalbaggsart som beskrevs av Federico Ocampo och Ruiz-manzanos 2010. Neogutierrezia bicolor ingår i släktet Neogutierrezia och familjen Rutelidae. Inga underarter finns listade i Catalogue of Life.